# Bombardeo del ayuntamiento de Nabatieh
El bombardeo del ayuntamiento de Nabatieh fue una serie de diez ataques aéreos llevados a cabo el 16 de octubre de 2024 por las Fuerzas de Defensa de Israel (FDI) contra el consejo municipal de la localidad de Nabatieh en el sur del Líbano, en el que murieron al menos a dieciséis concejales y empleados municipales, incluido el alcalde, e hirieron a otras cincuenta y dos personas.

## Antecedentes
El 23 de septiembre de 2024, Israel inició una serie de bombardeos contra posiciones de Hezbolá en el Líbano. Las Fuerzas de Defensa de Israel informaron que aviones israelíes atacaron 1600 posiciones de Hezbolá. Según el Ministerio de Salud libanés, estos ataques mataron al menos a 558 personas (incluidos 50 niños, 94 mujeres y 4 médicos) e hirieron al menos a 1835. Los ataques también provocaron que decenas de miles de civiles libaneses abandonaran sus hogares y huyeran al norte.
El 1 de octubre de 2024, las Fuerzas de Defensa de Israel (FDI) iniciaron una ofensiva militar terrestre «selectiva y delimitada» en el sur del Líbano. La invasión forma parte de una escalada en el conflicto libanés-israelí en curso. La ofensiva se enmarca en la llamada operación «Flechas del Norte», la campaña militar israelí contra objetivos de Hezbolá y se desarrollará «al mismo tiempo que los combates en Gaza y otras áreas».
En la noche del 16 al 17 de agosto de 2024, aviones de la Fuerza Aérea israelí atacaron un almacén en Nabatieh, matando al menos a once personas e hiriendo a otras cuatro.
El domingo 13 de octubre de 2024, varias personas murieron como consecuencia de los ataques aéreos israelíes contra el mercado de la época otomana de la ciudad. En el lugar del ataque se encontró restos de munición de fabricación estadounidense.  Debido al incendio que provocó el ataque no se pudo determinar el número de heridos.
Nabatieh es una de las localidades libanesas más castigadas por la campaña de bombardeos israelíes iniciada a finales de septiembre.

## Ataque aéreo
Israel llevó a cabo diez ataques aéreos contra la sede municipal de Nabatieh, situado en el centro de la localidad, mientras el concejo municipal se encontraba reunido en el interior y coordinaba la ayuda para los civiles que se encontraban en la ciudad y los refugiados que habían huido de los bombardeos y de la invasión israelí del sur del país. El ataque aéreo mató al menos a dieciséis concejales y empleados municipales, incluido el alcalde de la localidad, Ahmad Kahil, e hirió al menos a otras 52 personas. La gobernadora de la Gobernación de Nabatiye, Howaida Turk, calificó el ataque de «masacre» e informó que el número de muertos podría aumentar ya que todavía se estaba buscando entre los escombros.
Israel afirmó haber atacado «objetivos de Hezbolá», incluidos «edificios militares, cuarteles militares y depósitos de municiones», sin aportar ninguna prueba.

## Reacciones
El primer ministro libanés, Najib Mikati, condenó el ataque y dijo que «tenía como objetivo una reunión del consejo municipal para discutir la situación de los servicios y la ayuda en la ciudad».
La Coordinadora Especial de las Naciones Unidas para el Líbano, Jeanine Hennis-Plasschaert, dijo que el sufrimiento de los civiles en el Líbano está alcanzando un nivel sin precedentes y destacó que «los civiles y la infraestructura civil deben estar protegidos en todo momento».